# Guerrillero Heroico

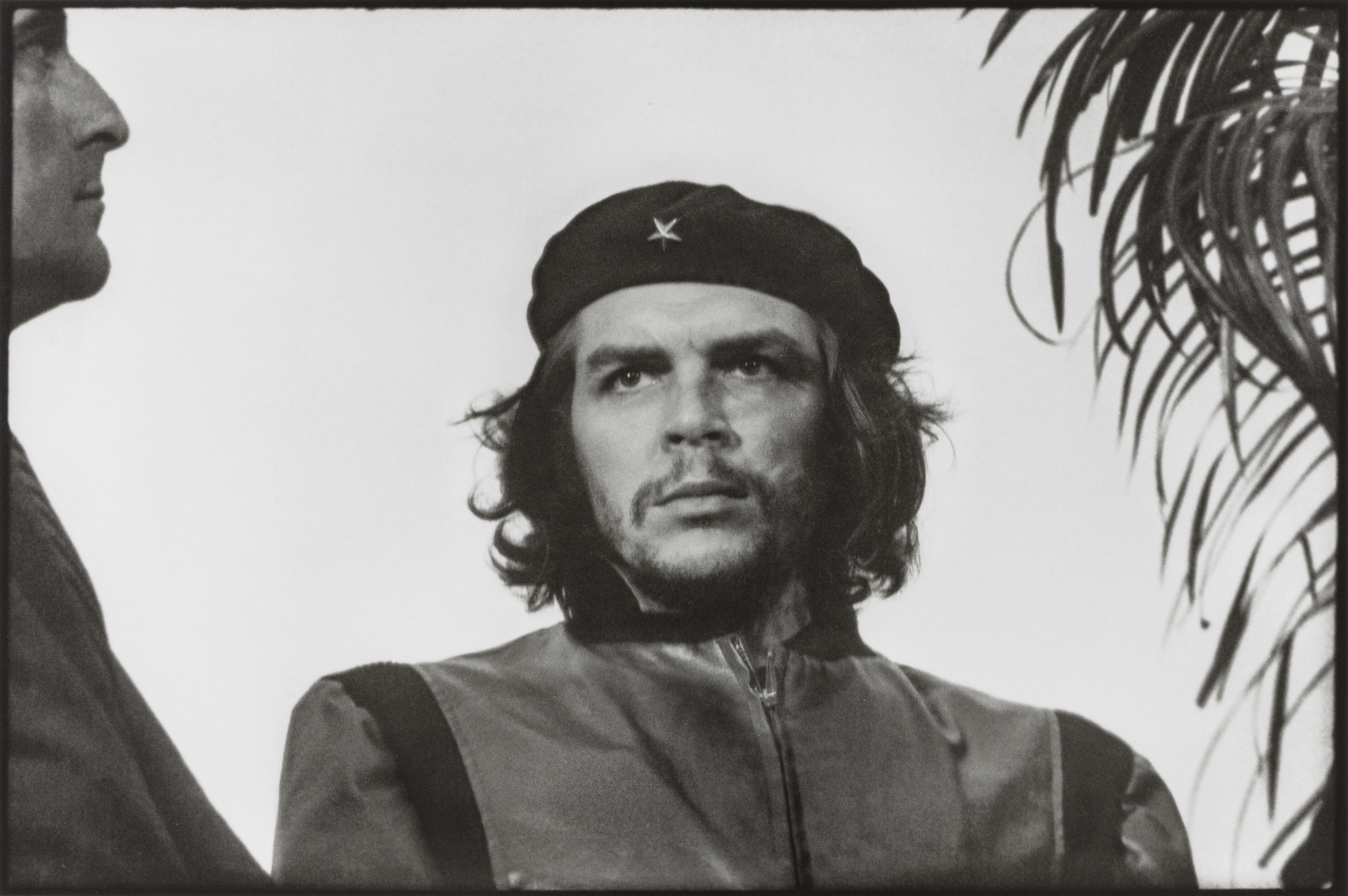
Guerrillero Heroico

Guerrillero Heroico (em português: Guerrilheiro Heroico) é uma fotografia de Che Guevara tirada por Alberto Korda em 5 de março de 1960 em Havana, Cuba durante um memorial dedicado às vítimas da explosão de La Coubre. A fotografia só foi publicada internacionalmente sete anos depois de ter sido tirada. De acordo com Korda, Guevara demonstrava "imobilidade absoluta", "raiva" e "dor" no momento em que a fotografia foi tirada. Anos mais tarde, Korda declarou que seu retrato capturou todo "caráter, firmeza, estoicismo e determinação" que Guevara possuía. Guevara tinha 31 anos quando a fotografia foi tirada.
De acordo com o Instituto-Faculdade de Arte de Maryland (Maryland Institute College of Art), o retrato de Guevara é "a mais famosa fotografia do mundo e um símbolo do século XX". O Victoria and Albert Museum declarou ser "a imagem mais reproduzida da história da fotografia". Jonathan Green, diretor do Museu de Fotografia da Universidade da Califórnia em Riverside, afirma que "a imagem de Korda insinuou-se na linguagem por todo o mundo. Se transformou num símbolo alfa-numérico, num hieróglifo, um símbolo instantâneo. Ela reaparece misteriosamente sempre que há um conflito. Não há nada na história usado desse jeito".

## Direitos autorais

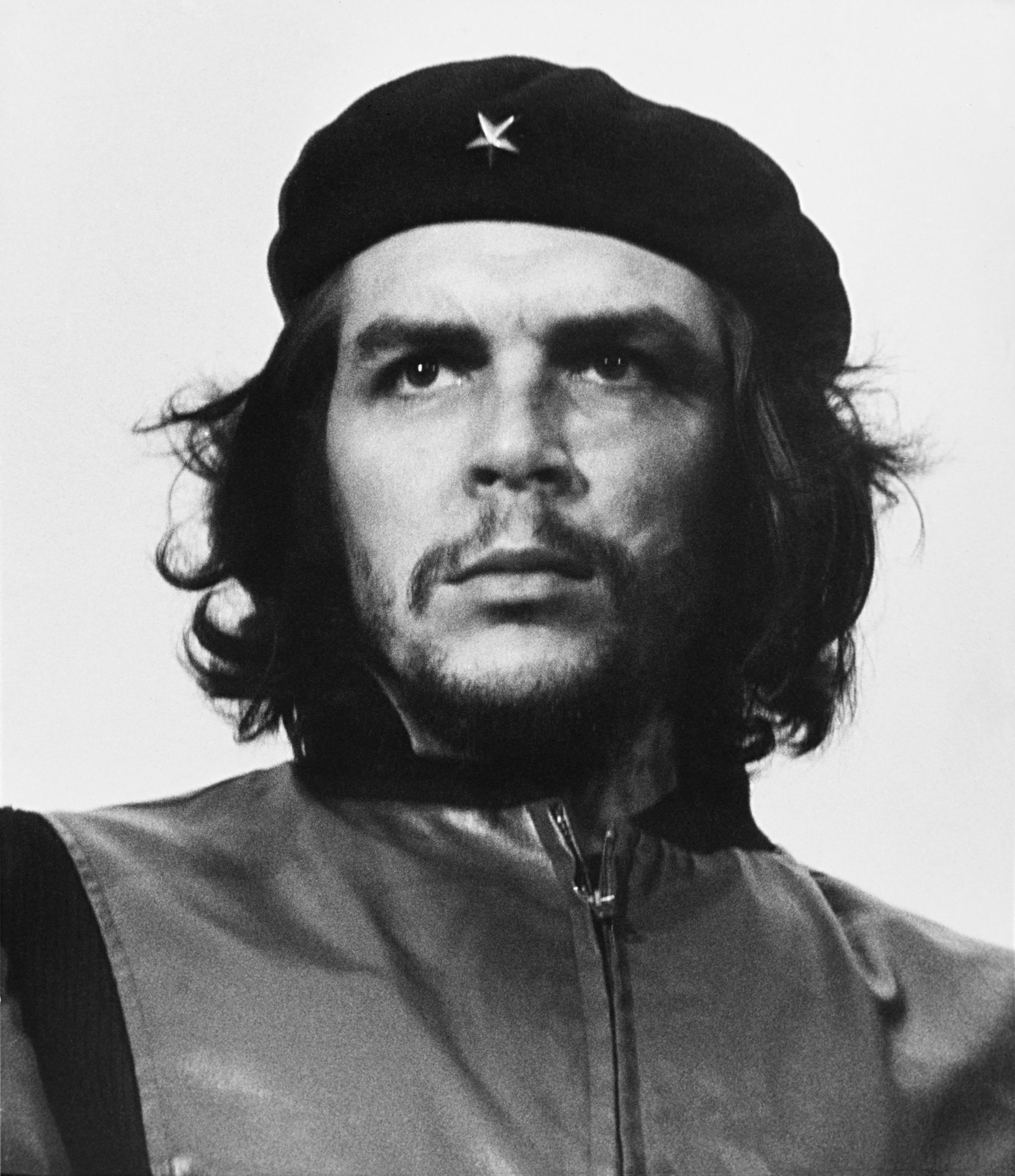
Redução de Guerrillero Heroico.

Uma redução do retrato foi reproduzida em uma grande variedade de mídias, apesar de Korda nunca ter solicitado royalties daqueles que publicaram a imagem devido às suas crenças nos ideais de Guevara.
Apesar de Korda não reivindicar direitos sobre a imagem, não deixou que esta fosse usada certa vez em um anúncio de vodka. Korda era um comunista convicto e queria somente evitar a exploração comercial da imagem, dizendo aos repórteres:
Em entrevista concedida em 2007 ao New York Times a filha de Che Guevara, Aleida Guevara, também manifestou seu repúdio ao uso comercial abusivo da imagem de Guevara.
Aleida e sua família também tentaram deter a comercialização da imagem de Che de maneiras que consideram abusivas. A filha diz que a família recrutou advogados em Nova York a fim de processar companhias que abusam da imagem - não para exigir indenizações, mas para pedir a suspensão do uso. "Não estamos atrás de dinheiro", disse Aleida. "Só queremos o fim do abuso. Ele pode ser uma pessoa universal, mas respeitem sua imagem."
A liberdade dos direitos autorais da imagem também influenciou muitas figuras monocromáticas baseadas no Guerrillero Heroico utlizadas também em camisetas, tais como de Diego Maradona, de Seu Madruga e até de Homer Simpson monocromáticos em desenhos semelhantes.

## Técnica

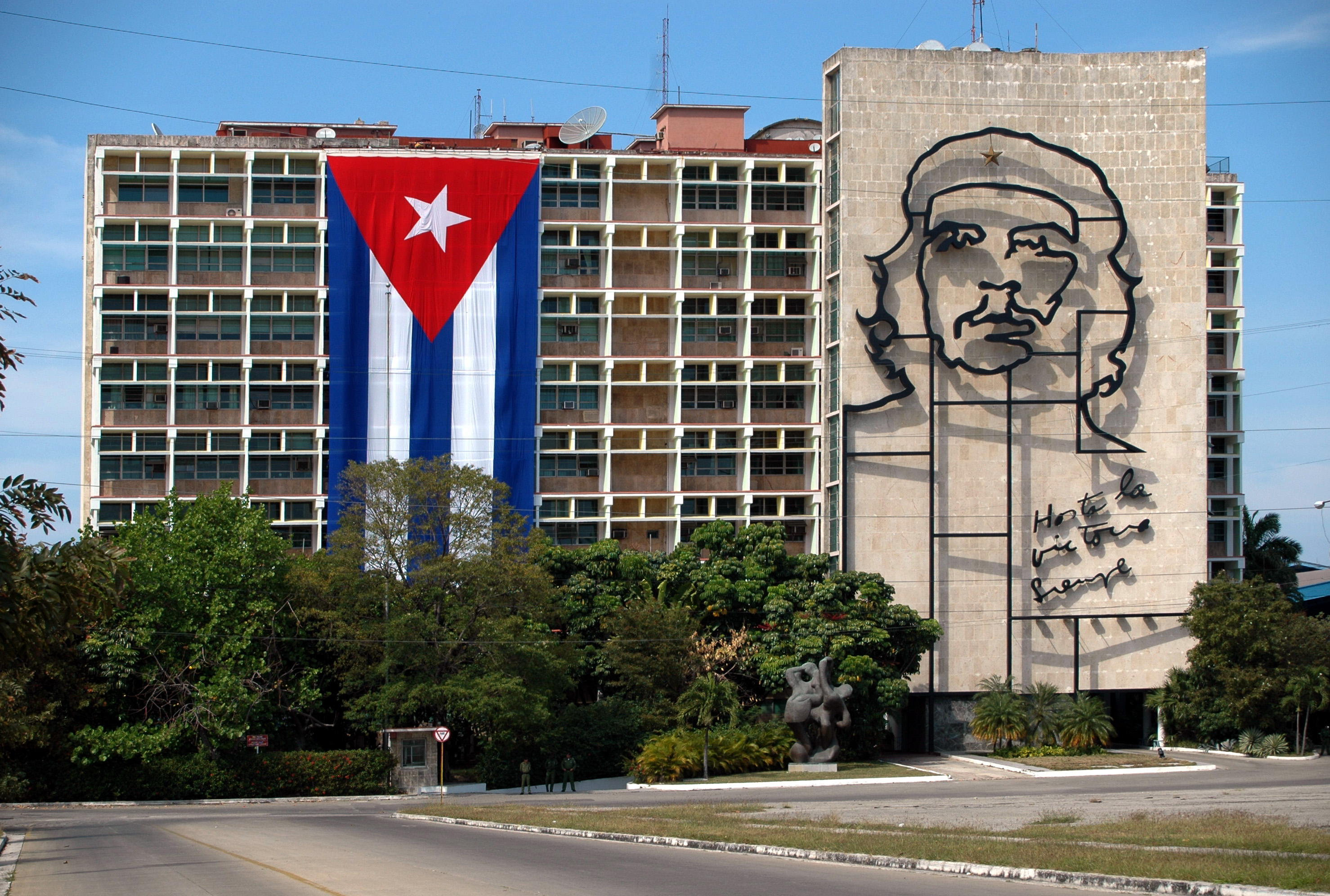
Imagem icónica na Praça da Revolução.

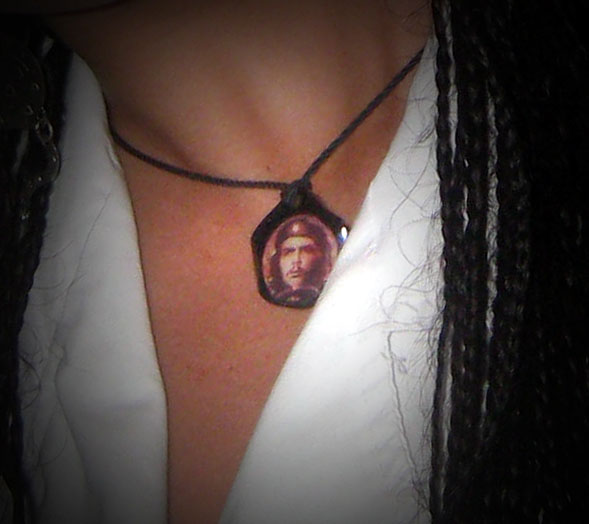
Pendente com a histórica imagem, em uso em 2011.

A imagem mais famosa de Che Guevara é o desenho do seu busto em alto contraste baseado na foto de Alberto Korda. Esta imagem foi reproduzida em diversas variações: algumas em vermelho e preto, outras em preto e branco, e algumas em preto e branco com uma estrela vermelha pelo artista irlandês Jim Fitzpatrick, um artista muito mais conhecido por seus desenhos de divindades e seres da mitologia irlandesa.
É interessante comparar a posição dos olhos no original e na versão de Fitzpatrick. No original, os olhos são focalizados na área da frente de Guevara; no desenho, os olhos estão olhando na distância. Há um significado heroico nesta posição nova; enquanto o original é humano, frágil, e uma falha: olhar preocupado. Olhando para cima, o rosto vazio está em um ato de agressão, ele inclina a cabeça para baixo como um touro pronto para atacar. Neste gesto simples, o reposicionamento da posição dos olhos, a imagem de Che torna-se apropriada em uma imagem, uma impressão, um símbolo - da fotografia original, completa, em níveis de cinza de Korda. A nova versão, somente com dois tons, imagem-ícone, ao contrário da fotografia original, de documentário, é ajustada para o uso em massa.
A técnica de Fitzpatrick foi usada mais tarde por Andy Warhol com os mesmos processos gráficos que usou sobre retratos de Marilyn Monroe.